# Estopor

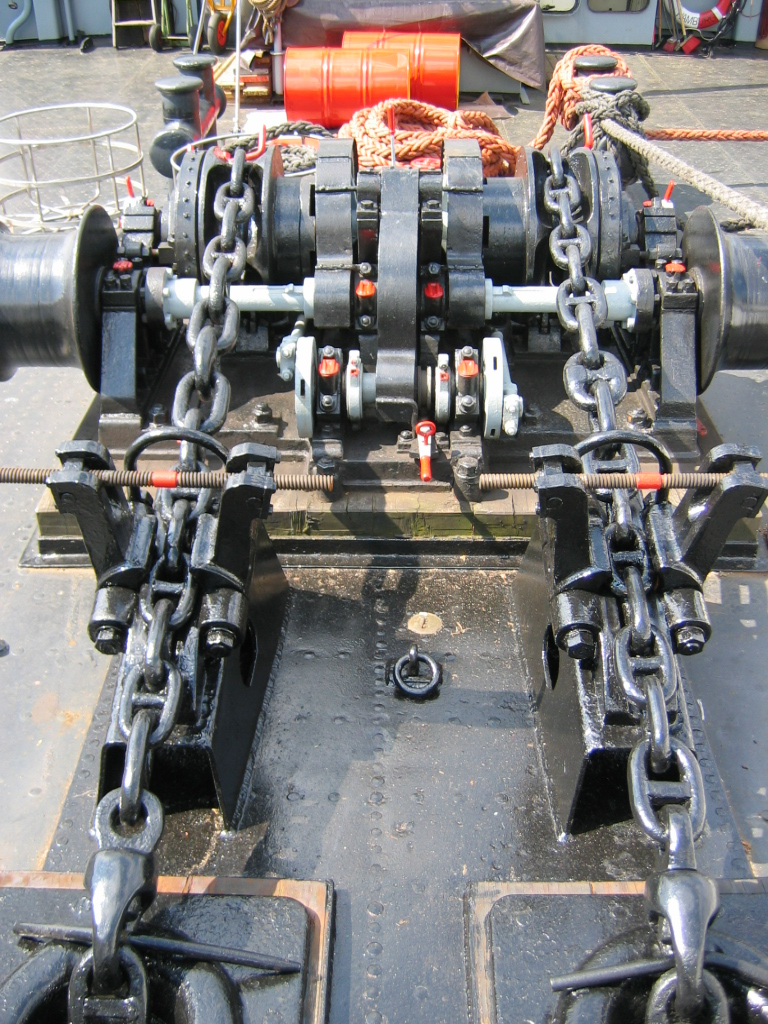
Estopor de mordazas accionadas por tornillo.

En náutica, el Estopor es un mecanismo intercalado entre el cabrestante del ancla y el escobén a fin de evitar el movimiento de la cadena. (ing. Ridding chock).
La acción del estopor forma parte del trincado a son de mar de las anclas en navegación, evitando que por efecto de un fuerte cabeceo las mismas se muevan de sus alojamientos.
Durante el tiempo de fondeo, la acción del estopor evita que la fuerza ejercida por la cadena, especialmente durante fuertes vientos o corrientes, actúe directamente sobre el cabrestante.
El estopor actúa como traba por simple obstáculo en el camino libre de la cadena. 
Existen varios diseños, de mordazas (sistema por compresión) accionadas por un tornillo sinfín, o de gravedad (sistema de guillotina), como el que se muestra en la fotografía: una pesada pieza de fundición que se deja apoyar sobre los eslabones y que es bloqueada por las propias quijadas y los pasadores del sistema.

## Véase también

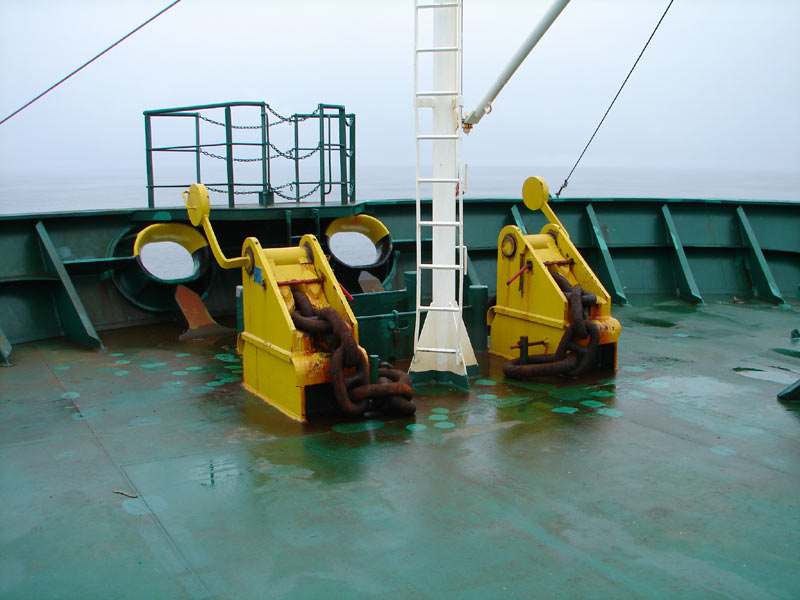
Estopor a guillotina.